# Mi tierra (brano musicale)
Mi tierra è un brano salsa scritto da  Gloria Estefan e Estéfano, estratto come singolo dall'album eponimo del 1993. 
La canzone è un tributo a Cuba, terra natia di Gloria.
L'editore di AllMusic Jose F. Promis l'ha definita una canzone "allegra e ottimista" e inno.